# 曹悌
曹悌（?—?），三国曹魏皇族，魏武帝曹操曾孫，任城威王曹彰之孫，任城王曹楷之子，母不明，字不明。
太和五年（231年），魏明帝命他为弟弟元城哀王曹礼后嗣。太和六年（232年），改封梁王。
景初、正元、景元間加增食邑，計領4500户。正始末年，夏侯文寧（夏侯令女之父）任梁国相。